# Lucian
Lucian ist ein männlicher Vorname.

## Herkunft und Bedeutung
Lucian ist eine vor allem englischen und rumänischen  Variante von Lucianus, dem von dem römischen Vor- oder Beinamen Lucius abgeleiteten römischen Familiennamen.
Abgeleitet von lux „Licht“ bedeutet der Name vermutlich „der am Tag Geborene“. Gelegentlich wird der Name auch mit lucere „leuchten, scheinen“ oder lucidus „leuchtend“ in Verbindung gebracht.

## Verbreitung
Der Name Lucian ist vor allem in Rumänien und Moldawien verbreitet. In Deutschland ist der Name sehr selten.

## Varianten

### Männliche Varianten
- Dänisch: Lukas, Lucas
- Deutsch: Lucius, Lukas, Lucas
- Englisch: Lucius, Lucas, Luke
  - Irisch: Lúcás
  - Walisisch: Luc
- Finnisch: Luukas
- Französisch: Lucien, Louka, Luc, Lucas
- Griechisch: Λουκάς Lukás
  - Altgriechisch: Λουκιανός Lukianós, Λούκιος Lúkios, Λουκᾶς Lukâs
- Italienisch: Luciano, Lucio, Luca
  - Latein: Lucianus, Lucas
- Kroatisch: Lucijan, Luka
- Niederländisch: Lucas, Loek, Lukas, Luuk
- Polnisch: Łucjan, Lucjan, Lucjusz, Łukasz
- Portugiesisch: Luciano, Lúcio, Lucas
- Russisch: Лукьян Lukjan, Лука Luka
- Slowakisch: Lukáš
- Spanisch: Luciano, Lucio, Lucas
  - Baskisch: Luken
  - Katalanisch: Lluc
  - Lateinamerika: Lucero
- Tschechisch: Lukáš
- Ukrainisch: Лук'ян Luk'jan
- Ungarisch: Lukács

### Weibliche Varianten
- Deutsch: Luzia
- Englisch: Lucia, Lucinda, Lucy
  - Schottisch-Gälisch: Liùsaidh
- Französisch: Lucienne, Lucie, Luce, Lucette, Lucile, Lucille, Lucinde
- Italienisch: Luciana, Luce
  - Diminutiv: Lucetta, Lucilla
  - Latein: Lucia, Lucilla, Luciana
- Kroatisch: Lucija
- Lettisch: Lūcija
- Litauisch: Liucija
- Niederländisch: Luus
- Polnisch: Łucja
- Portugiesisch: Luciana, Lúcia, Lucinda, Luzia
- Rumänisch: Luciana
- Slowenisch: Lucija
- Spanisch: Luciana, Lucía, Luz, Lucila
  - Katalanisch: Llúcia
- Tschechisch: Lucie
- Ungarisch: Luca, Lúcia

## Namensträger

### Im Altertum
- Lucian von Antiochien (≈250–312)
- Lucian von Samosata (≈ 120–180)

### Vorname
- Lucian Blaga (1895–1961), rumänischer Philosoph, Journalist, Dichter, Übersetzer, Wissenschaftler und Diplomat
- Lucian Burdujan (* 1984), rumänischer Fußballspieler
- Lucian Bute (* 1980), rumänischer Profiboxer
- Lucian Clinciu (* 1971), rumänischer Skibergsteiger
- Lucian Freud (1922–2011), britischer Maler
- Lucian Friedlaender (Robert Breuer; 1878–1943), deutscher Journalist und Publizist
- Lucian Goian (* 1983), rumänischer Fußballspieler
- Christian Lucian Hamsea (* 1962), rumänisch-deutscher Maler, Graphiker und Bildhauer
- Lucian Johnston, US-amerikanischer Filmeditor
- Lucian Klimowitsch (1907–1989), sowjetischer Orientalist und Islamwissenschaftler
- Lucian Logigan (* 1987), rumänischer Cyclocross- und Mountainbikefahrer
- Lucian Maisel (* 1994), US-amerikanischer Schauspieler
- Lucian O. Meysels (1925–2012), österreichischer Autor und Journalist
- Lucian Müller (1836–1898), deutscher klassischer Philologe
- Lucian Mureșan (* 1931), rumänischer Großerzbischof
- Lucian Pintilie (1933–2018), rumänischer Regisseur, Schauspieler und Drehbuchautor
- Lucian Răduță (* 1988), rumänischer Fußballspieler
- Joseph Lucian Roccisano (1939–1997), US-amerikanischer Jazz-Musiker und Arrangeur
- Karl Friedrich Lucian Samwer (1819–1882), deutscher Jurist und Staatsrechtslehrer
- Lucian Sânmărtean (* 1980), rumänischer Fußballspieler
- Lucian Scherman (1864–1946), deutscher Indologe
- Lucian Vărșăndan (* 1975), rumänischer Theaterintendant
- Lucian Wysocki (1899–1964), deutscher Politiker (NSDAP) und Polizeipräsident

#### Variante Lucjan
- Lucjan Avgustini (1963–2016), römisch-katholischer Bischof von Sapa, Albanien
- Lucjan Błaszczyk (* 1974), polnischer Tischtennisspieler
- Lucjan Emil Böttcher (1872–1937), polnischer Mathematiker
- Lucjan Brychczy (1934–2024), polnischer Fußballspieler und Fußballtrainer
- Lucjan Karasiewicz (* 1979), polnischer Politiker
- Lucjan Kaszycki (1932–2021), polnischer Komponist, Musikpädagoge und -wissenschaftler
- Lucjan Kulej (1896–1971), polnischer Eishockeyspieler und Ruderer
- Lucjan Lis (1950–2015), polnischer Radrennfahrer und Weltmeister
- Lucjan Malinowski (1839–1898), polnischer Linguist
- Lucjan Pietraszewski (1917–1995), polnischer Radrennfahrer
- Lucjan Rydel (Dramatiker) (1870–1918), polnischer Lyriker und Dramatiker
- Lucjan Siemieński (1807–1877), polnischer Schriftsteller
- Lucjan Trela (1942–2019), polnischer Boxer
- Lucjan Wolanowski (1920–2006), polnischer Schriftsteller, Journalist, Reisender und Übersetzer
- Lucjan Żeligowski (1865–1947), polnischer General

#### Variante Luzian
- Luzian Geier (* 1948), deutscher Biologielehrer, Journalist, Heimatforscher und Chefredakteur
- Wilhelm Luzian Höffe (1915–1991), deutscher Sprechwissenschaftler
- Leo Luzian von Roten (1824–1898), Schweizer Politiker, Redakteur und Dichter

### Familienname
- Ion Lucian (1924–2012), rumänischer Schauspieler und Theaterdirektor
- Lucca Lucian (* 1977), österreichischer Zauberkünstler und Mentalist

### Künstlername
- Lucian Bernhard (1883–1972), deutscher Grafiker, Designer, Typograf und Architekt
- Lucian Pulvermacher (1918–2009), US-amerikanischer sedisvakantistischer Bischof